# Xã Washington, Quận Jefferson, Arkansas
Xã Washington (tiếng Anh: Washington Township) là một xã thuộc quận Jefferson, tiểu bang Arkansas, Hoa Kỳ. Năm 2010, dân số của xã này là 9.380 người.